# Ungersheim
Ungersheim – miejscowość i gmina we Francji, w regionie Grand Est, w departamencie Górny Ren.
Według danych na rok 1990 gminę zamieszkiwało 1457 osób, a gęstość zaludnienia wynosiła 108 osób/km² (wśród 903 gmin Alzacji Ungersheim plasuje się na 193. miejscu pod względem liczby ludności, natomiast pod względem powierzchni na miejscu 156.). Znajduje się tutaj Parc du Petit Prince.